# Porta Mesagne (Brindisi)
La Porta Mesagne è la più antica porta d'ingresso di Brindisi. La porta medioevale fu realizzata nelle fondamenta dell'antemurale, fatto costruire in epoca romana da Marco Antonio, per la difesa della città da parte di terra.

## Storia e descrizione
L'opera risale al 1243, quando l'imperatore Federico II di Svevia, nel suo progetto di allargamento ed inclusione dell'area urbana nella nuova cinta muraria, volle anche l'elevazione di una porta trionfale, come ingresso principale al centro urbano. 
Da qui prendeva origine la Ruga Magistra, coincidente con l'attuale via Carmine e via Filomeno Consiglio: un percorso rettilineo che conduceva al porto.
Nella fornice a sesto acuto di stile gotico, coeva al vicino castello e ad esso collegato con l'antemurale, sono presenti gli attacchi per le travi che probabilmente dovevano sostenere una copertura in legno e i cardini delle porte. Sulla parte alta si possono ancora osservare i resti di affreschi medievali, probabilmente riferiti a dei santi.
La seconda porta più piccola, a lato dell'originale, fu aperta intorno al 1930, durante i lavori di restauro dell'intera struttura, che rischiò di essere demolita. 
Il bastione a lato dell'antica struttura fu impostato in epoca aragonese e successivamente ristrutturato e modificato in epoca spagnola (1551), ad opera di Giovan Battista Loffredo, che apportò rilevanti trasformazioni alla costruzione originale: il complesso fu sopraelevato con l'aggiunta della piazza bassa e la muratura della parte alta delle cannoniere.
La fortificazione si presenta a pianta pentagonale, con tre cannoniere in corrispondenza dei fianchi non scarpati; sulla parete a sud-ovest, in corrispondenza con lo spigolo, sono impressi gli stemmi dell'imperatore Carlo V, del viceré di Napoli don Pietro di Toledo e due di Giovan Battista Loffredo.
Nei locali interni, con accesso sia da via Cristoforo Colombo che da via Bastioni San Giorgio, si organizzano mostre d'arte e incontri culturali.
Adiacente al bastione, dalla parte interna ovvero su via Cristoforo Colombo, sono visibili i resti delle vasche limarie risalenti ad epoca romana.